# Ancona (cognome)
Ancona è un cognome di lingua italiana.

## Varianti
Anconelli, Anconetani, Anconetti, D'Ancona.

## Origine e diffusione
Cognome tipicamente anconetano, è presente anche a Bari e Roma.
Potrebbe derivare dai toponimi Ancona e Anconella, a loro volta derivati dal greco ankón, "angolo a gomito". È un cognome utilizzato anche da alcune comunità ebraiche fuggite ad Ancona dopo la cacciata da Roma.
La variante Anconetani è romana.

## Persone
- Amilcare Ancona – architetto, archeologo, numismatico e collezionista italiano
- Margherita Ancona – attivista italiana
- Mario Ancona – baritono italiano
- Ugo Ancona – politico e docente italiano